# پیتر دی میچل
پیتر دنیس میچل (به انگلیسی: Peter Dennis Mitchell) ‏(۲۹ سپتامبر ۱۹۲۰–۱۰ آوریل ۱۹۹۲)
یک زیست شیمیدان انگلیسی بود که در میتچم ساری زاده شد.
او در سال ۱۹۷۸
«برای درک انتقال انرژی زیستی از طریق فرمولاسیون تئوری کیمیوسماتیک»
موفق به دریافت جایزه نوبل در شیمی شد.